# Ohyda
Ohyda – drugi album zespołu Lady Pank, wydany w 1984 roku nakładem wydawnictwa Savitor.

## Utwory
Strona A
1. „Zabij to” (muz. J. Borysewicz; sł. A. Mogielnicki) – 3:25
2. „Tango stulecia” (muz. J. Borysewicz; sł. A. Mogielnicki) – 5:00
3. „Czas na mały blues” (muz. J. Borysewicz; sł. A. Mogielnicki) – 4:20
4. „Rolling son” (muz. J. Borysewicz; sł. A. Mogielnicki) – 4:05
5. „Zabij to cz. II” (muz. J. Borysewicz) – 3:30

Strona B
1. „To jest tylko rock and roll” (muz. J. Borysewicz; sł. A. Mogielnicki) – 3:40
2. „Hotelowy kram” (muz. J. Borysewicz; sł. A. Mogielnicki) – 3:45
3. „A to ohyda” (muz. J. Borysewicz; sł. A. Mogielnicki) – 3:50
4. „Swojski Brodłej” (muz. J. Borysewicz; sł. A. Mogielnicki) – 4:00
5. „Szakal na Brodłeju” (muz. J. Borysewicz) – 2:30

## Twórcy
- Jan Borysewicz – gitara, śpiew, instrumenty klawiszowe
- Janusz Panasewicz – śpiew
- Edmund Stasiak – gitara
- Paweł Mścisławski – gitara basowa
- Jarosław Szlagowski – perkusja

Muzycy sesyjni:
- Włodzimierz Halik i Banda Trzech – saksofony (utwór A3)[2]

- Reżyser nagrania – Sławomir Wesołowski
- Operator dźwięku – Mariusz Zabrodzki
- Muzyka – Jan Borysewicz
- Teksty – Andrzej Mogielnicki